# Naturbad Riehen

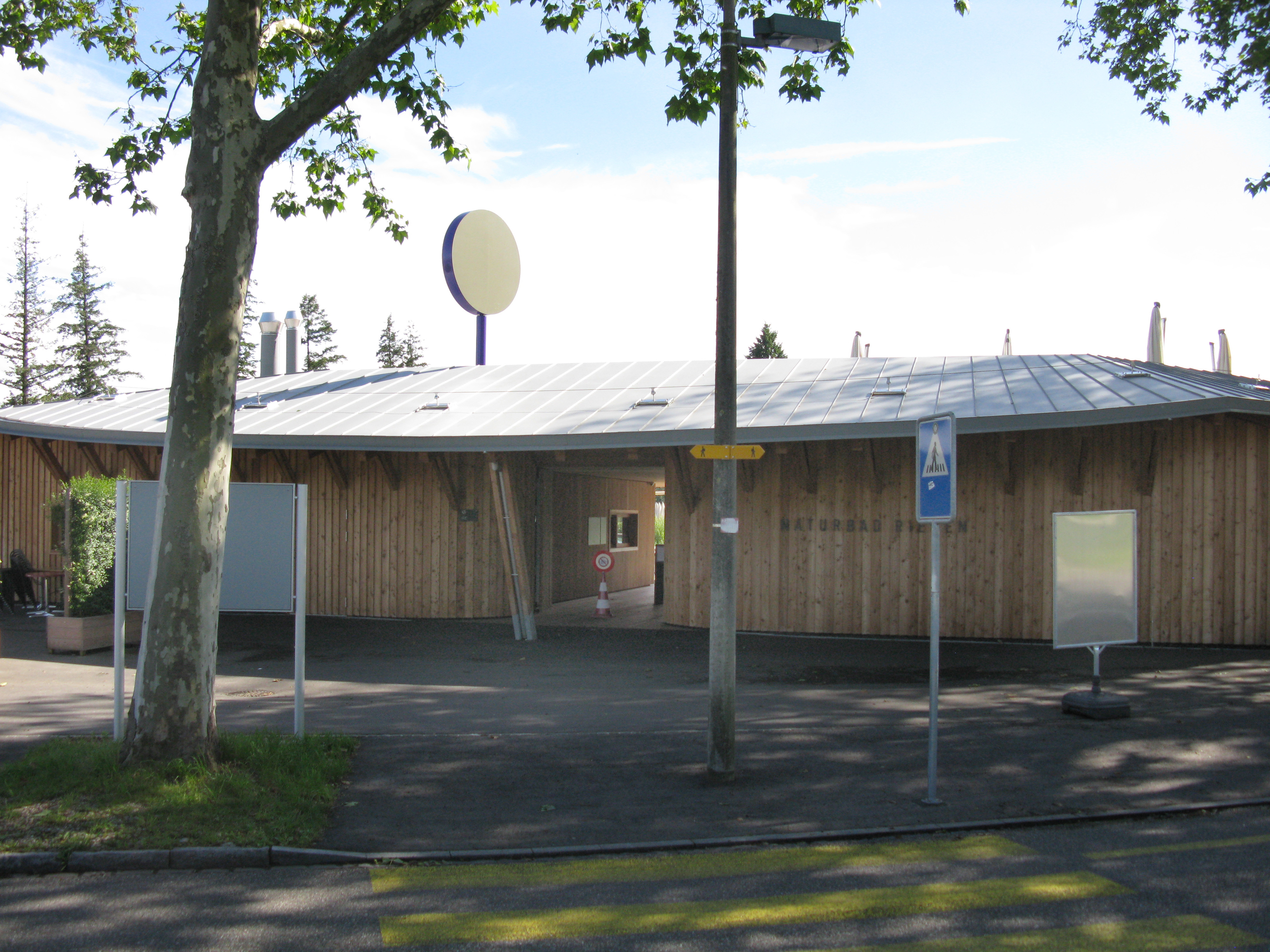
Eingangsgebäude

Das Naturbad Riehen (auch Naturbad am Schlipf) ist ein im Juni 2014 eröffnetes Naturbad mit biologischer Wasseraufbereitung in der Gemeinde Riehen bei Basel in der Schweiz, das vom Architekturbüro Herzog & de Meuron entworfen wurde.

## Geschichte
1898 wurde ungefähr an der gleichen Stelle ein konventionelles Freibad eröffnet, das später mehrfach umgebaut und erweitert wurde. 1979 gewann das Büro  Herzog & de Meuron den Wettbewerb für ein neues Riehener Bad, ein kombiniertes Hallen- und Freibad, doch wurde dieses Projekt – eines der ersten des Architekturbüros überhaupt – nicht realisiert. 2007 musste das alte Bad der Zollfreistrasse weichen. Im gleichen Jahr erhielt das Büro Herzog & de Meuron den Auftrag für die Projektierung eines neuen Freibads, bei dem Elemente des Entwurfs von 1979 mit einflossen. Die Idee der Architekten, anstelle eines konventionellen Bades mit einer mechanisierten und chemischen Wasseraufbereitung ein Schwimmbad mit biologischem Filterkreislauf zu bauen, wurde von der Gemeinde gutgeheissen. Die Bauarbeiten begannen 2010, im Juni 2014 konnte das Naturbad Riehen, eines der ersten Bäder in der Schweiz mit natürlicher Wasseraufbereitung (also ohne chemische Zusätze), eröffnet werden. Ein Teil der Baukosten wurden von der Bundesrepublik Deutschland übernommen.

## Schwimmbad

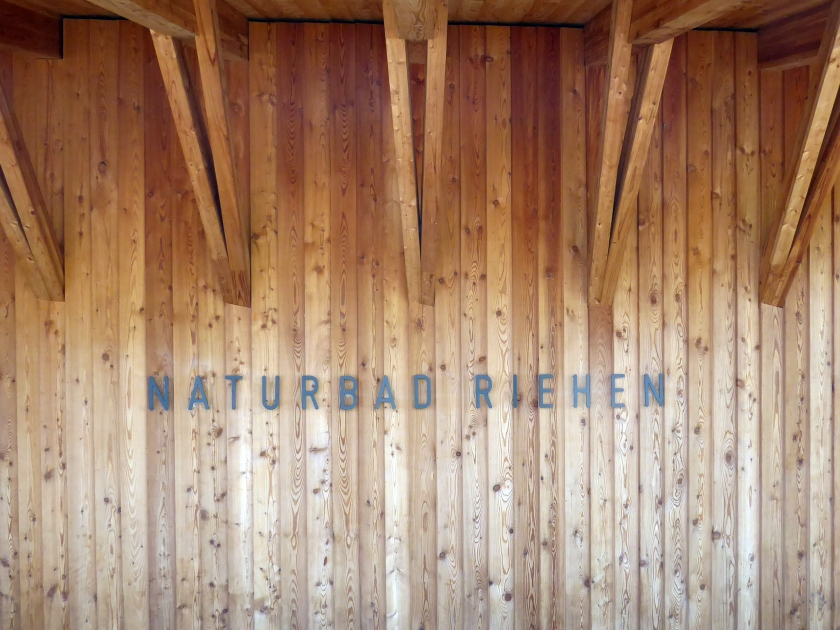
Naturbad Riehen

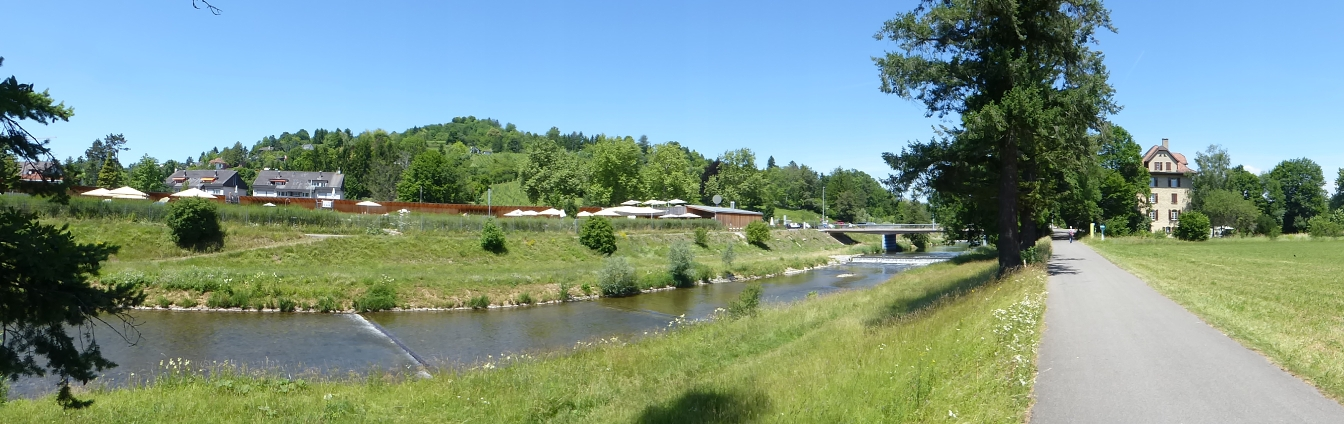
Naturbad Riehen am Wiesengriener

Das Schwimmbecken ist als zusammenhängender, von Pflanzen umgebener Badesee gestaltet. Es liegt über der Tunneldecke der Zollfreistrasse. Das Betriebsgebäude mit Café und Garderoben sowie die Sitz- und Liegemöglichkeiten und die Wege auf dem Badeareal sind ganz in Holz gehalten. Die Gesamtwasserfläche beträgt 2075 Quadratmeter, wovon aber 1040 Quadratmeter auf die Regenerationsflächen entfallen.
Die Besucherzahlen im ersten Betriebsjahr lagen trotz unbeständigem Wetter mit über 42'622 – an Spitzentagen bis zu 2000 – über allen Erwartungen, was zu Kapazitätsengpässen führte. 2015 stiegen die Besucherzahlen gar auf knapp 70'000 Personen. Aufgrund des grossen Interesses an Funktionsweise und Architektur werden auch Führungen angeboten.

## Architektur
Die Gestaltung ist an hölzerne Basler Rheinschwimmbäder angelehnt. Die Anlage öffnet sich zum Fluss nach Süden, nach Westen wird sie von einer hölzernen Wand zum benachbarten Privatgrundstück abgeschirmt. Diese Umfassung aus hellem Lärchenholz schliesst das Eingangsgebäude mit Besuchercafé im Osten ein und entwickelt sich im Norden und Westen zu einem 200 Meter langen, überdachten Solarium: Hier finden sich  Liegebänke, Duschen und Umkleidekabinen. Durch diese Einrahmung wird der Badesee in der Mitte betont.
«In Zeiten, da Ökologie als ein Megatrend verstanden werden kann, repräsentiert das Naturbad Riehen ein neues Verständnis eines Schwimmbads. Diesem Konzept entsprechen Herzog & de Meuron mit einer architektonischen Lösung, die angesichts der sonstigen Projekte des Büros durch eine angemessene Bescheidenheit und Selbstverständlichkeit überzeugt.»

## Auszeichnung
2015 zeichneten das Internationale Olympische Komitee und die Internationale Vereinigung Sport- und Freizeiteinrichtungen das Naturbad Riehen mit dem alle zwei Jahre vergebenen Gold Award aus. Mit diesem Preis werden alle zwei Jahre zukunftsweisende Sportanlagen geehrt. Diese Auszeichnung ist insofern aussergewöhnlich, als es sich bei den sonstigen Preisträgern fast durchweg um Grossprojekte handelt, die vom Investitionsvolumen her oft ein Vielfaches des Riehener Projektes ausmachen.